# Bergyanszki-öböl
A Bergyanszki-öböl (ukránul: Бердянська затока, magyar átírásban: Bergyanszka zatoka) az Azovi-tenger egyik öble Ukrajna déli részén, a Zaporizzsjai területen.
Az öblöt északról a szárazföld, nyugatról az Obityicsna-földnyelv, keletről a Bergyanszki-földnyelv határolja, míg délről nyitott a tenger felé. A két határoló földnyelv végpontja között az öböl szélessége 47 km. Az öbölben, a Bergyanszki-földnyelv mellett több kisebb sziget helyezkedik el, amelyek védett kikötési lehetőséget biztosítanak a kisebb halászhajók számára. A szigetek közül a legnagyobb a Malij Dzendzik. Északi részén, Azovszke falunál torkollik az öbölbe a Kuca Bergyanka folyó.
Az öbölben található a Bergyanszki kereskedelmi kikötő, amelyhez kimélyített hajózási csatorna vezet. Emellett több kisebb kikötő és móló található az öböl partvidékén.
Az öböl mélysége jellemzően 4–8 m között változik. A vízhőmérséklet nyáron 22–30 °C között alakul, télen nulla fok alá esik. Az öböl egy része télen befagy. A víz sótartalma 12—13,5‰.